# Leonard Feather

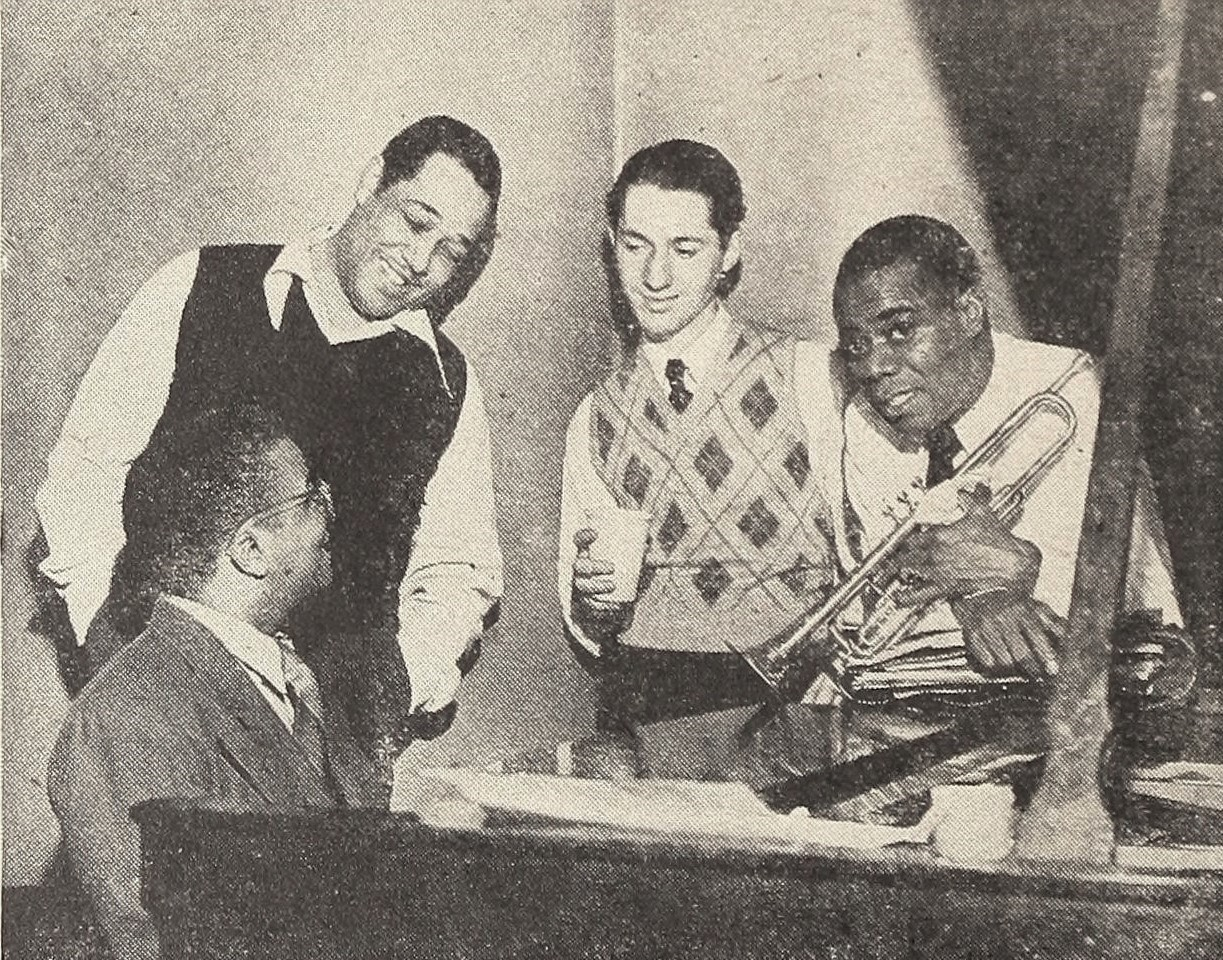
Od lewej: Billy Strayhorn, Duke Ellington, Leonard Feather i Louis Armstrong, 1946

Leonard Geoffrey Feather (ur. 13 września 1914 w Londynie, zm. 22 września 1994 w Los Angeles) – brytyjsko-amerykański dziennikarz muzyczny, publicysta, prezenter radiowy, producent muzyczny oraz pianista, kompozytor i edukator. Był zwany „dziekanem amerykańskich krytyków jazzowych”.

## Życiorys
Urodził się w rodzinie średniozamożnych brytyjskich Żydów. Jego ojciec był właścicielem sklepów z odzieżą oraz prowadził handel nieruchomościami. W dzieciństwie uczył się grać na fortepianie i klarnecie. W późniejszym czasie samodzielnie zapoznawał się z podstawami aranżacji. Nie odebrał żadnego formalnego wykształcenia muzycznego. Rezygnując z pracy w firmie rodzinnej, rozpoczął karierę dziennikarską, publikując artykuły w tygodniku „Melody Maker”. W 1932 przeprowadził dla tego pisma wywiad z występującym w Londynie Louisem Armstrongiem. Rozmowa dała początek ich przyjaźni, trwającej do końca życia trębacza.
Znacząco przyczynił się do rozwoju audycji jazzowych w radiofonii Wielkiej Brytanii. Jako pierwszy prezenter przedstawił w BBC trzy poświęcone tej muzyce programy Evergreens of Jazz, wyemitowane w sierpniu i wrześniu 1936. Miał również duży udział w zaproszeniu amerykańskiego saksofonisty Benny’ego Cartera do występów z orkiestrą taneczną rozgłośni BBC.
W 1935 wraz z kolegą, pianistą Feliksem Kingem odbył swoją pierwszą wizytę w Stanach Zjednoczonych. W nowojorskim porcie odebrał ich ze statku krytyk jazzowy John Hammond. Jeszcze tego samego dnia wieczorem Leonard był na koncercie Bessie Smith w Apollo Theater, a następnie występie orkiestry Teddy’ego Hilla w Savoy Ballroom. Krótko po wybuchu II wojny światowej zdecydował się na wyjazd do Stanów Zjednoczonych, w których pozostał do końca życia. W późniejszym czasie przyjął obywatelstwo amerykańskie.
W latach 40. pracował w branży muzycznej, zajmując się m.in. promocją artystów. Został agentem prasowym Duke’a Ellingtona. Pracował także jako aranżer i producent płytowy. W połowie tej dekady przedstawił pierwszą edycję corocznego plebiscytu jazzowego magazynu „Esquire” (od 1956 rozpisywał podobne plebiscyty w „Playboyu”, w którym kierował działem jazzowym). Natomiast w 1945 wyprodukował pierwszy album dokumentujący jazzowe dokonania kobiet. Cztery lata później ukazała się jego książka Inside Be-Bop, która wzmocniła pozycję artystyczną i rynkową muzyków bebopowych – Dizzy’ego Gillespiego i saksofonisty Charlie’ego Parkera. Po jej opublikowaniu i wydaniu w 1955 pierwszej edycji The Encyclopedia of Jazz, oraz napisaniu licznych artykułów i recenzji stał się ważnym dziennikarzem jazzowym, komentatorem i krytykiem.
Na początku lat 60. przeprowadził się z Nowego Jorku do Los Angeles. W gazecie „Los Angeles Times” został głównym krytykiem jazzowym i pozostał nim aż do śmierci. Jego teksty drukowało wiele czasopism w kraju i za granicą. Wymyślił i przez wiele lat publikował kolejno w tygodnikach „Esquire” i „DownBeat” tzw. „blindfold tests”. Odtwarzał testowanemu muzykowi anonimowe utwory, których ten słuchał z zasłoniętymi opaską oczami, a następnie, komentując poszczególne kompozycje, próbował podać ich tytuły i wykonawców.
Zajmował się także nauczaniem akademickim. Prowadził poświęcone jazzowi wykłady i zajęcia ze studentami. Współpracował z Uniwersytetem Kalifornijskim w Los Angeles (UCLA), Cal State Northridge (CSUN), Uniwersytetem Kalifornijskim w Riverside (UCR) oraz Loyola Marymount University.
Za swoje dokonania został wyróżniony licznymi nagrodami. M.in. w 1964 otrzymał pierwszą Grammy Award za tekst przedstawiony na odwrocie okładki płyty. Nagrodę przyznała The National Academy of Recording Arts and Sciences (NARAS), a nagrany przez Duke’a Ellingtona album nosił tytuł: The Ellington Era.
Zmarł w Encino, dzielnicy Los Angeles, wskutek komplikacji wywołanych zapaleniem płuc. Miał 80 lat. Został pochowany na cmentarzu Lakewood w Minneapolis.

### Małżeństwo i córka
W 1945 po kilkutygodniowej znajomości poślubił wokalistkę big-bandową Jane Leslie Larrabee. Pozostali razem do końca życia. Mieli jedną córkę – Billie Jane Lee Lorraine. Dziewczynka pierwsze imię otrzymała po matce chrzestnej – Billie Holiday, drugie po własnej matce, trzecie po koleżance matki z pokoju – Peggy Lee, a czwarte za sprawą piosenki – standardu jazzowego Sweet Lorraine. W późniejszym czasie panna Feather została piosenkarką, kompozytorką i autorką tekstów.

## Twórczość

### Kompozytor
Choć uważał się za „umiarkowanie zdolnego klarnecistę i pianistę”, ukazało się w wydaniach nutowych ponad dwieście jego kompozycji. Wśród nich były takie tytuły jak How Blue Can You Get (przebój B.B. Kinga), Blues for Yesterday (nagrany przez Armstronga), I Remember Bird (nagrany przez m.in. Cannonballa Adderleya i Olivera Nelsona), Signing Off (nagrany przez m.in. Ellę Fitzgerald i André Previna), Born on a Friday (nagrany przez Cleo Laine), Evil (Man’s) Gal Blues (nagrany przez Dinę Washington) oraz Twelve Tone Blues (nagrany przez Yusefa Lateefa). W 1966 napisał tekst do utworu Whisper Not, który nagrała Ella Fitzgerald na płycie o tym samym tytule.

### Pisarz i publicysta
- 1949/2010 Inside Be-Bop, ISBN 978-0306774379
- 1955 The Encyclopedia of Jazz, ISBN 978-0306802140
- 1962 The New Encyclopedia of Jazz, wyd. Bonanza Books, ASIN B000UD80TK
- 1966 The Encyclopedia of Jazz in the Sixties, Horizon Press, Library of Congress Catalog Number: 66-26705
- 1977
  - The Encyclopedia of Jazz in the Seventies, wyd. Horizon Press, ISBN 978-0818012150
  - Inside Jazz, wyd. Da Capo Press,  ISBN 978-0306800764
- 1981 The Passion for Jazz, wyd. Horizon Press, ISBN 978-0818012211
- 1987
  - From Satchmo to Miles, wyd. Da Capo Press, ISBN 978-0306803024
  - The Jazz Years – Earwitness to an Era, wyd. Da Capo Press, ISBN 978-0306802966
- 1999 The Biographical Encyclopedia of Jazz, współautor: Ira Gitler, wyd. Oxford University Press, ISBN 978-0195320008 – wydana pośmiertnie

## Wybrana dyskografia
- 1954 Winter Sequence – Leonard Feather, Ralph Burns (MGM Records)
- West Coast vs. East Coast – A Battle Of Jazz – Leonard Feather’s West Coast Stars & Leonard Feather’s East Coast Stars (MGM Records)
- 1957 Leonard Feather Presents BOP (Mode Records)
- 1958 Oh, Captain! – Played by the Leonard Feather-Dick Hyman All Stars (MGM Records)
- Duke Ellington Meets Leonard Feather (Sutton)
- 1974 Leonard Feather & The Swinging Swedes (Cupol)
- 1996 Leonard Feather – 1937–1945 (Classics)

## Nagrody i wyróżnienia
- 1964 Grammy Award przyznana przez NARAS
- 1984 Honorowy doktorat Berklee College of Music[7]
- 1985 A Greater Los Angeles Press Club Journalism Award[2]
- 1986 National Association of Jazz Educators Award za pięćdziesięcioletni wkład w edukację jazzową i dziennikarstwo[7]
- 1987
  - Lifetime Achievement Award tygodnika DownBeat[7]
  - The ASCAP Deems Taylor Award[7]

## Uwaga
1. ↑  Biograficzne encyklopedie jazzowe Feathera otrzymywały wysokie oceny, niemniej zdarzały się w nich błędy w podawanych datach urodzin i śmierci muzyków.